# Seconda battaglia di Sabine Pass
La seconda battaglia di Sabine Pass è stato un episodio della guerra di secessione americana durante il quale un corpo di spedizione dell'esercito nordista venne sconfitto dalle forze sudiste in Texas.

## Contesto
Nell'estate del 1863 il presidente messicano Benito Juárez venne rovesciato e rimpiazzato, su iniziativa dall'imperatore Napoleone III di Francia, da Massimiliano d'Austria. Sin dalle prime fasi della guerra civile americana, il governo francese aveva mostrato simpatia per i confederati, ma non aveva tradotto tale vicinanza in azioni diplomatiche o militari. Nonostante ciò i confederati speravano di poter contare sull'appoggio del nuovo imperatore del Messico per poter ottenere i rifornimenti di cui avevano disperatamente bisogno.
Il presidente Abraham Lincoln, conscio delle intenzioni dei sudisti, inviò un corpo di spedizione in Texas per scoraggiare Massimiliano ad aprire un canale commerciale con i confederati. Il corpo di spedizione era guidato dal generale maggiore Nathaniel Banks la cui strategia si basava su una spedizione congiunta di marina e fanteria dal fiume Mississippi al Red River. Le acque del Red River tuttavia erano troppo basse per le cannoniere nordiste e dunque la flotta di Banks dovette utilizzare il fiume Sabine entrandovi dalla foce nel Golfo del Messico.
Per facilitare lo sbarco delle truppe, Banks chiese al generale maggiore William Buel Franklin di attaccare un piccolo contingente sudista a Fort Griffin e di occupare Sabine City (che attualmente è un quartiere di Port Arthur, in Texas).

## La battaglia
L'8 settembre 1863 il comandante della United States Navy Frederick Crocker entrò nel fiume Sabine con quattro cannoniere e 18 navi trasportanti 5 000 soldati. 
Non appena giunse nei pressi di Fort Griffin la flotta nordista venne duramente colpita dal fuoco nemico e dovette ritirarsi non senza aver subito forti perdite.

## Conseguenze
Nel contesto più ampio della guerra civile, la vittoria ottenuta dai confederati a Sabine Pass ebbe un impatto limitato sia dal punto di vista tattico che strategico.
La linea di rifornimento confederata dal Texas al Messico, infatti, non venne mai istituita e comunque sia non avrebbe potuto servire agli stati ad est del Mississippi in quanto l'Unione, dopo la vittoria nell'assedio di Vicksburg del luglio 1863 controllava l'interno corso del fiume.